# ولاية برج باجي مختار
ولاية برج باجي مختار، هي ولاية جزائرية تقع في جنوب الجزائر، تحمل عاصمتها نفس الاسم: برج باجي مختار. وتتميز بتربية المواشى وخاصة الابل حيث يقام بها سنويا تظاهرة عيد الجمل والذي تعرض من خلاله مختلف الصناعات التقليدية للمنطقة وتقام من خلاله سباقات للمهاري وهي البوابة الأفريقية للجزائر الأولى.

## التعريف بالولاية
برج باجي مختار، هي ولاية جزائرية تقع في جنوب الجزائر، تحمل عاصمتها نفس الاسم: مدينة برج باجي مختار، يقع مركز الولاية بمدينة برج باجي مختار.

### اللهجة
يتكلم سكانها الطارقية «نسبة إلى الطوارق أو كل (تماشق) السكان الأصليين للمنطقة» وكذا اللغة العربية كلغة وطنية.

## لمحة تاريخية عن برج باجي مختار
يعود تاريخ ولاية برج باجي مختار الى القرن الثالث ميلادي حيث حكمها الامبراطور (الرسام محجوب) و هو يعتبر القائد الروحي للمنطقة حتى يوم الناس هذا

## التسمية، الموقع، والمناخ

### التسمية
كانت المنطقة تسمى «إندق» قديما والتي تعني الطينية وذلك لطبيعة المنطقة الطينية وبعد الأستقلال سميت هذه المدينة نسبة إلى الشهيد باجي مختار.

### الموقع

#### الموقع الجغرافي
يحد الولاية من الشمال والغرب ولاية ادرار، ومن الشرق ولاية تمنراست، ومن الجنوب دولة مالي

### المناخ
يتعدد المناخ بولاية باجي مختار وذلك ناجم عن شساعة مساحتها، فبالرغم من أن المناخ الصحراوي الجاف سائد إلا أنه يمكن تمييز ثلاث مناطق هي:
- مناخ شبه صحراوي: يسود المناطق الشمالية للولاية أي شمال منطقة قورارة ويتميز بصيف حار وشتاء معتدل قليل البرودة، الأمطار نادرة وفجائية.
- مناخ صحراوي: يسود غالب مناطق الولاية ويميزه صيف شديد الحرارة وشتاء معتدل.
- مناخ شبه مداري: صيف حار ورطب وشتاء جاف، الأمطار موسمية تتهاطل في فصل الصيف.

## ولاية برج باجي مختار اليوم
دخلت حيز الخدمة عدة مشاريع اجتماعية واقتصادية من بينها محطة لتوليد الكهرباء بطاقة 7ر13 ميغاواط ببرج باجي مختار وخط كهرباء لتموين بلدية تيمياوين بهذه الطاقة الحيوية على مسافة 155 كلم انطلاقا من ذات المنشأة الطاقوية.
إنجاز مستشفى بطاقة 60 سريرا وآخر خاص بالسكن قوامه 360 وحدة بصيغة السكن العمومي الإيجاري بعاصمة الولاية.

## التنظيم الإداري

### التقسيم الإداري
حسب التقسيم الإداري 2019م فإن ولاية برج باجي مختار تضم دائرة واحدة وبلديتين (2) وهي:
| # | الدائرة              | البلديات                             |
| - | -------------------- | ------------------------------------ |
| 1 | دائرة برج باجي مختار | بلدية برج باجي مختار، بلدية تيمياوين |

## السكان
يعتبر الطوارق والرقيبات هم السكان الأوائل لبلدية برج باجي مختار (ايندق) ويعتمدون على تربية الإبل والأغنام. ويصل العداد العام للسكان والمساكن لعام 2008، بلغ عدد سكان جميع بلديات ولاية برج باجي مختار 16.437 نسمة.

## الصحة
- مستشفى باجي مختار.
- المركز الطبي البيداغوجي للتكفل بالأطفال من ذوي الأحتياجات الخاصة.

يعتبر مشروع مستشفى الجديد 60 سريرا الذي وصلت نسبة الأشغال به مراحلها الأخيرة، قبل دعمه بالتجهيزات والطواقم الطبية بدائرة برج باجي مختار، هذا ويعتبر المرفق المذكور من المكاسب الصحية الهامة التي سعت السلطات المعنية إلى إنجازها وتسليمها في الآجال المحددة، بعدما رصد للعملية المذكورة ما قيمته 68 مليار سنتيم،

## التعليم
ما بالنسبة لقطاعات التربية، التكوين، الثقافة والتضامن، فقد استفادت البلدية من مشروع لإنجاز متوسطة ومدرستين، إلى جانب مكتبة للمطالعة العمومية وملحقة، ويتم تجسيد مشروع مركز للتكوين المهني ببلدية تيمياوين سيساهم في تأطير الفتيات بشكل أساسي، بمنحهن مؤهلات مهنية في عدة نشاطات وحرف، لاسيما الخياطة وصناعة الجلود

## النقل والمواصلات

### النقل الجوي
- مطار برج باجي مختار

## السياحة
تعتبر حديقة عبد المالك أهم معلم يمكن زيارته بالقرية، الحديقة عبارة عن إستثمار خاص تحوي مقهى بسيط ومسبح في طور الإنجاز وغرف تقليدية مبنية من الخشب والقش المحليين وسعف النخيل.

### مهرجانات الولاية
- عيد الجمل[5] هذه التظاهرة الثقافية والتراثية والاقتصادية السنوية تعرف تنظيم أنشطة ثقافية ورياضية متنوعة ومعارض مختلفة تبرز من خلالها مكونات منطقة تنزروفت الحدودية، فضلا عن تنظيم لقاءات وندوات علمية حول ثروة الإبل التي تتميز بها المنطقة.

## إعلام
- إذاعة برج باجي مختار

## الثقافة

### المطبخ
تشتهر المدينة بطبق "التاقلة" الذي يقدم مع اللبن واللحم وهو الطبق المفضل لدى السكان.

#### الأكلات التقليدية
- تاقلة

## الرياضة ببرج باجي مختار
وفي قطاعي الشباب والرياضة، حققت الولاية قفزة «نوعية» في هذا المجال من خلال إنجاز قاعة متعددة الرياضات وملعبين بلديين ومسبح شبه أولمبي، إضافة إلى بيتين للشباب بكلا البلديتين، فيما يجري تشييد هذه الهياكل الشبانية والرياضية بنوعية «جيدة».

### كرة القدم
=== أهم أندية كرة القدم في ولاية برج باجي مختار === صناع الامل

## أتفاقيات التوأمة والصداقة
- الجزائر - سوق أهراس، [6] يوم الثلاثاء، 25 تشرين الثاني (نوفمبر) 2014.

## وصلات خارجية
- مشاريع واعدة
- برج باجي مختار أحّر منطقة على الكرة الأرضية.
- برج باجي المختار عزلة وحرارة وتنمية بطيئة.
- وثائقي عن برج باجي مختار بعدما أصبحت ولاية منتدبة على يوتيوب